# Junkers Ju 21
Le Junkers Ju 21 (en russe : (Юнкерс Ю 21) est un avion de reconnaissance monomoteur. Il dérive du Junkers T 21, construit à Dessau. Il était possible d'ajouter des réservoirs supplémentaires sur le fuselage.
Il résulte de la coopération clandestine entre la Reichswehr allemande et les forces aériennes soviétiques à l'époque où la République de Weimar cherchait à tourner les clauses de désarmement imposées par le traité de Versailles. En marge du traité de Rapallo, signé le 16 avril 1922, l'Allemagne et l'URSS concluent des accords militaires permettant aux Allemands de construire et essayer des avions en territoire soviétique en échange d'un transfert de technologie. Le 6 février 1923, un contrat est signé par la firme Junkers qui installe ses ateliers dans l'ancienne usine des Wagons Russo-Baltiques (RBVZ) dans le quartier de Fili à Moscou : le réaménagement de l'usine coûte 500 millions de reichsmarks et elle emploie 1 350 personnes, Allemands et Soviétiques. En 1923, le JU 20 (A-20), entièrement métallique, est construit à vingt exemplaires et le Ju 21 (T-21) à quarante ; en 1923, encore vingt Ju 20 et vingt-trois Ju 21 ; et en 1925, vingt-six Ju 21 et quelques chasseurs monoplaces Ju 22. La coopération aérienne soviéto-allemande se poursuit jusqu'au début des années 1930 mais se dégrade pour des raisons de solvabilité et de brevets, ce qui amène les Soviétiques à développer leur propre production indépendante.
Le Ju 21 est essayé à l'École de pilotage de Lipetsk mais ne donne pas satisfaction, ce qui entraîne son remplacement du côté soviétique par l'Airco DH.9A, copie illicite d'un appareil britannique renommé Polikarpov R-1, et du côté allemand par le Heinkel HD 17.

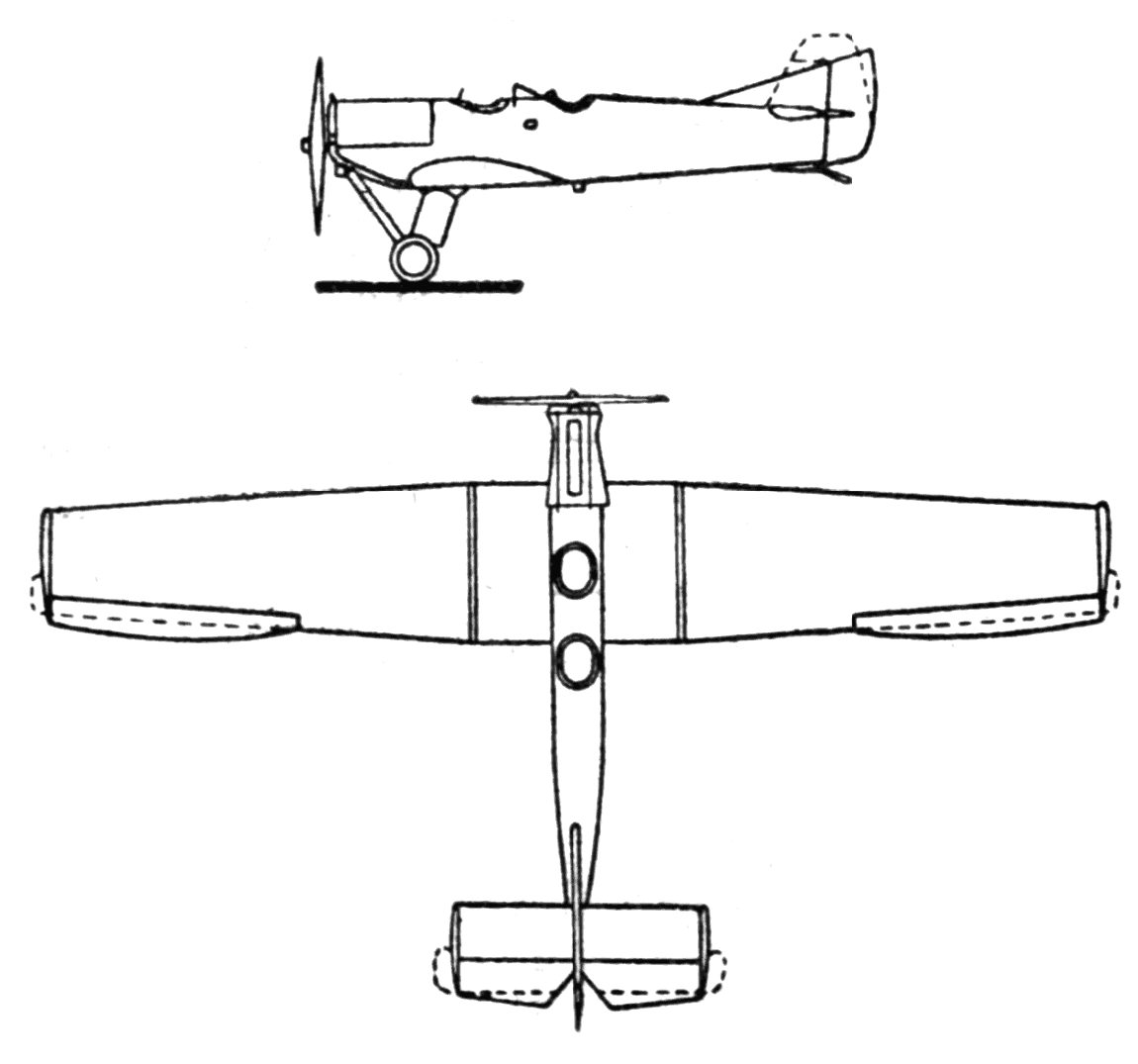
Le Junkers A 20, prédécesseur immédiat du Ju 21, Le Document aéronautique, juin 1927.